# Beethoven (krater)
För andra betydelser, se Beethoven (olika betydelser).
Beethoven är en nedslagskrater på planeten Merkurius. Beethoven är ungefär 630 kilometer i diameter.
1976 namngavs den efter den tyske kompositören Ludwig van Beethoven.